# Lysandra italaglauca
Lysandra italaglauca är en fjärilsart som beskrevs av Ruggero Verity 1939. Lysandra italaglauca ingår i släktet Lysandra och familjen juvelvingar. Inga underarter finns listade i Catalogue of Life.